# Демидовы (Архангельская область)
Демидовы — деревня в Холмогорском районе Архангельской области.

## География
Находится в центральной части Архангельской области на расстоянии приблизительно 2 км на юг-юго-запад по прямой от села Емецк на правобережье реки Емца, прилегая с северо-запада к деревне Короткие.

## История
Была отмечена уже только на карте конца 1980-х годов. До 2015 года входила в Зачачьевское сельское поселение, с 2015 по 2022 в Емецкое сельское поселение до его упразднения.

## Население
Численность населения: 4 человека (русские 100 %) в 2002 году, 3 в 2010.